# Nia Sharma
Nia Sharma (Delhi, 17 settembre 1990) è un'attrice indiana.
Nota per i suoi ruoli attoriali ed interpretazioni in svariate serie televisive Indiane tra cui: Ek Hazaaron Mein Meri Behna Hai (coprotagonista insieme con Krystle D'Souza), Jamai Raja, Ishq Mein Marjawan e Naagin 4.

## Filmografia parziale

### Televisione
- Ek Hazaaron Mein Meri Behna Hai (2011-2013)

## Riconoscimenti
- 2012 – Indian Television Academy Awards – Migliore attrice – Popolare per Ek Hazaaron Mein Meri Behna Hai